# Canular Sokal au carré

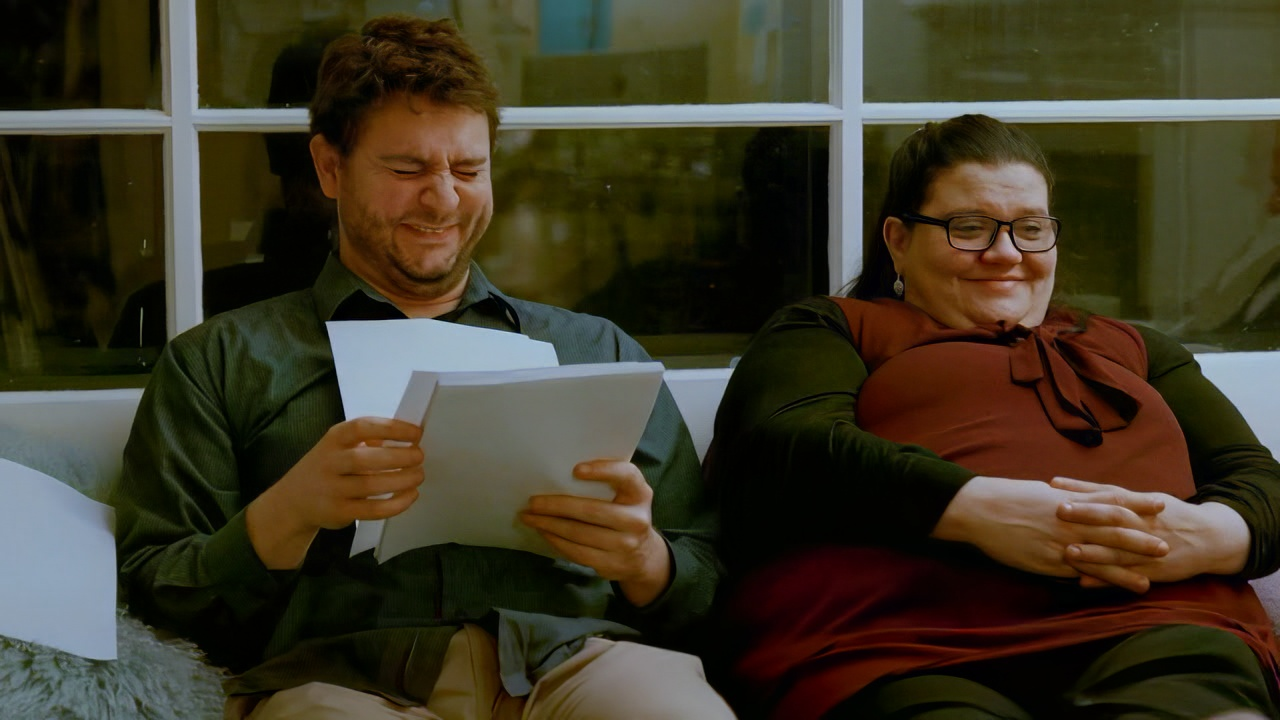
Vignette issue de la vidéo révélant le canular.

Le canular Sokal au carré, (ou Grievance Studies Hoax — le canular des études victimaires, de doléances ou récriminatoires),,,, comme il a été surnommé par les médias en référence à l'affaire Sokal, est un canular monté par trois chercheurs américains qui ont rédigé une vingtaine de fausses études pour piéger plusieurs revues universitaires afin de mettre en lumière une corruption de la recherche et du savoir académiques qui serait selon eux communément répandue dans le champ des sciences sociales, plus précisément les études de genre et féministes.
Ce canular a été révélé en octobre 2018 après qu'une des fausses études a attiré l'attention des médias.

## Organisation du canular
Les chercheurs Helen Pluckrose, James A. Lindsay et Peter Boghossian justifient leur démarche par l'existence de dérives idéologiques dans certaines disciplines scientifiques : « le savoir basé de moins en moins sur le fait de trouver la vérité et de plus en plus sur le fait de s'occuper de certaines “complaintes” est devenu établi, presque totalement dominant, au sein de [certains champs des sciences sociales], et les chercheurs brutalisent de plus en plus les étudiants, les administrateurs et les autres départements qui n'adhèrent pas à leur vision du monde ». Ils visent plus spécifiquement le champ des études culturelles et identitaires « enracinées dans la branche “postmoderne” de la théorie qui a émergé à la fin des années soixante », qui comprend par exemple les gender studies, queer studies ou fat studies. Selon les trois chercheurs, ce champ d'études est corrompu par une idéologie qui, au nom de la dénonciation d'oppressions de toutes sortes (sexistes, homophobes, raciales), renonce à toute forme d'honnêteté intellectuelle.
Pour prouver le manque de rigueur scientifique de ces disciplines, les trois chercheurs passent dix mois à rédiger vingt fausses études volontairement farfelues, biaisées, aux données fantaisistes et signées sous de faux noms, qu'ils soumettent ensuite à plusieurs revues de sociologie universitaires en vue de les faire publier. Quatre de ces études, qui auraient normalement dû être rejetées par les comités de lecture, furent publiées, trois autres avaient été acceptées en vue d'une publication, six furent rejetées et sept étaient encore au stade de la révision par les pairs. 
Les papiers avancent des thèses volontairement absurdes : une nouvelle catégorie de culturisme pour obèses devrait être créée afin que ce sport cesse d'être oppressif envers les gros, encourager les hommes à utiliser des sex-toys anaux permettrait de lutter contre l'homophobie et la transphobie, les étudiants blancs devraient assister aux cours par terre et enchaînés, l'astronomie serait une science « intrinsèquement sexiste ». Un des papiers fut rédigé à partir d'une poésie générée aléatoirement par un « générateur de poésie adolescente angoissée », et un autre est une recopie d'un chapitre de Mein Kampf, dont certains mots ont été remplacés par des termes propres au vocabulaire féministe,,,. C'est une étude sur la « culture du viol chez les chiens dans les parcs canins » qui, en raison de son absurdité, attira l'attention des médias durant l'été 2018. Le canular fut révélé en octobre 2018, lorsqu'un journaliste du Wall Street Journal, cherchant à la contacter, réalisa que l'auteure de l'étude n'existait pas, forçant les trois auteurs à révéler la supercherie et mettre fin prématurément à leur expérience.

### 2017
James Lindsay et Peter Boghossian avaient déjà réalisé un canular similaire en 2017, en faisant publier une étude soutenant que le pénis est une construction sociale et qu'il est responsable du réchauffement climatique, puis en révélant peu après la nature du canular,.

## Réactions

### Soutiens
L'étude a été saluée par plusieurs chercheurs, pour avoir exposé des défauts structurels dans l'évaluation de certains champs de recherche en sciences humaines et sociales. Le psychologue Steven Pinker pose cette question : « existe-t-il une idée si délirante qu'elle ne puisse être publiée dans une revue postmoderne ? ».
Justin E. H. Smith a défendu le canular en tant que pratique intellectuelle ou scientifique, en fournissant une série d'exemples de canulars allant de la Renaissance italienne aux années 2000. Dans The Chronicle of Higher Education, Heather E. Heying a souligné que le canular a contribué à exposer de nombreuses pathologies des sciences sociales modernes, telles que la « répudiation de la science et de la logique » et « l'exaltation de l'activisme au détriment de l'investigation ».
À la suite de l'enquête lancée par l'université, Dawkins a défendu Boghossian en demandant si elle aurait aussi poursuivi George Orwell pour les nombreuses « contre-vérités » à propos de la capacité à parler anglais des cochons de La Ferme des animaux. Il a ajouté :
« Vos collègues dénués d'humour qui ont intenté une action souhaitent-ils que l'université de Portland devienne la risée du monde universitaire ? Ou du moins du monde de la recherche scientifique sérieuse, exempt de toute contamination par des charlatans prétentieux du genre de ceux que le Dr Boghossian et ses collègues ont satirisés ? »

### Critiques
Des critiques ont noté un décalage entre le fond des articles et ce que les auteurs du canular prétendent qu'ils disent des domaines piégés. Par exemple, l'article inspiré de Mein Kampf ne tire de ce livre que des structures de phrases relativement neutres, ou qui relèvent tout au plus du champ lexical de la politique de manière très générale, et qui auraient pu être écrites dans n'importe quel autre manifeste politique.

## Répercussions
En janvier 2019, l'université de Portland a décidé de prendre des mesures disciplinaires à l'encontre de Peter Boghossian, qui y exerce en tant que professeur assistant en philosophie ; l'université estime que sa participation au canular constitue une « rupture du code de conduite éthique de l'institution ». Boghossian a reçu le soutien de plusieurs universitaires dont Richard Dawkins, Steven Pinker, Jordan Peterson, et Alan Sokal.
En septembre 2021, dans une lettre de démission publique, il dénonce les représailles dont il a été victime et regrette que l'université se soit transformée « d'un bastion de libre recherche en une usine de justice sociale dont les seuls intrants étaient la race, le genre et le statut de victime et dont les seuls extrants étaient les griefs et les divisions ».